# Silice UV
 (janvier 2022).
Si vous disposez d'ouvrages ou d'articles de référence ou si vous connaissez des sites web de qualité traitant du thème abordé ici, merci de compléter l'article en donnant les références utiles à sa vérifiabilité et en les liant à la section « Notes et références ».
La silice UV est du dioxyde de silicium amorphe synthétique extrêmement pur. Ce verre de silice incolore non cristallin présente à la fois un coefficient de dilatation très faible, de bonnes qualités optiques et une excellente transmission dans l'ultraviolet. Sa transmission et son homogénéité sont meilleures que celles du quartz cristallin, qui, comme tout cristal, pose des problèmes d'orientation et d'instabilité thermique. La silice fondue est utilisée pour la transmission comme pour la réflexion, en particulier lorsqu'un seuil d'endommagement laser élevé est nécessaire. 